# Quận Terrell, Georgia
Quận Terrell là một quận trong tiểu bang Georgia, Hoa Kỳ. Quận lỵ đóng ở thành phố Dawson 6. Theo diều tra dân số năm 2010, quận có dân số là 9.315 người.

## Thông tin nhân khẩu
Theo điều tra dân số 2 năm 2000, quận đã có dân số 10.970 người, 4.002 hộ, và 2.913 gia đình sống trong quận. Mật độ dân số là 33 người cho mỗi dặm vuông (13/km ²). Có 4.460 đơn vị nhà ở với mật độ trung bình là 13 cho mỗi dặm vuông (5/km ²). Cơ cấu chủng tộc của quận có 37,95% người da trắng, 60,69% da đen hay người Mỹ gốc Phi, 0,20% người Mỹ bản xứ, 0,35% người châu Á, các đảo Thái Bình Dương 0,03%, 0,09% từ các chủng tộc khác, và 0,69% từ hai hoặc nhiều chủng tộc. 1,24% dân số là người Hispanic hay Latino thuộc chủng tộc nào.
Có 4.002 hộ, trong đó 33,30% có trẻ em dưới 18 tuổi sống chung với họ, 44,10% là các cặp vợ chồng sống với nhau, 24,00% có chủ hộ là nữ không có mặt chồng, và 27,20% là không lập gia đình. 24,30% của tất cả các hộ gia đình đã được tạo thành từ các cá nhân và 10,20% có người sống một mình 65 tuổi trở lên đã được người. Bình quân mỗi hộ là 2,69 và cỡ gia đình trung bình là 3,18.
Trong quận có dân số có độ tuổi với 28,40% ở độ tuổi dưới 18, 9,50% 18-24, 26,00% 25-44, 23,20% 45-64, và 13,00% 65 tuổi trở lên. Tuổi trung bình là 35 năm. Cứ mỗi 100 nữ có 88,30 nam giới. Cứ mỗi 100 nữ 18 tuổi trở lên, đã có 82,60 nam giới.
Thu nhập trung bình cho một hộ gia đình trong quận đã được $ 26.969, và thu nhập trung bình cho một gia đình là $ 31.693. Nam giới có thu nhập trung bình $ 27.320 so với 19.895 $ cho phái nữ. Thu nhập trên đầu cho các quận được $ 13.894. Giới 22,70% gia đình và 28,60% dân số sống dưới mức nghèo khổ, trong đó có 40,50% những người dưới 18 tuổi và 22,00% có độ tuổi từ 65 trở lên.